# La Révolution silencieuse
Ne doit pas être confondu avec le documentaire suisse Révolution silencieuse.
Pour plus de détails, voir Fiche technique et Distribution.
La Révolution silencieuse, en allemand Das schweigende Klassenzimmer (« La classe silencieuse ») est un film allemand réalisé par Lars Kraume et sorti en 2018. Ce film s'inspire du livre publié en 2006 par Dietrich Garstka et retrace l'histoire véridique d'un groupe de lycéens en prise avec le gouvernement de la RDA pour avoir fait une minute de silence en classe, en hommage aux révolutionnaires hongrois de la révolte de 1956.

## Synopsis
En 1956, en République démocratique allemande, 19 lycéens de Stalinstadt (actuellement partie de Eisenhüttenstadt) décident de faire une minute de silence pour rendre hommage aux victimes de l'insurrection de Budapest, réprimée par les troupes soviétiques. Ils donnent comme prétexte la mort annoncée par une radio de l'Ouest du célèbre footballeur hongrois Ferenc Puskás, nouvelle qui se révélera être fausse. Avec leurs camarades, Kurt, Theo et Lena deviennent alors la cible du gouvernement, qui cherche à identifier et à punir les responsables de cet acte de rébellion devenu une affaire d'État.

## But de l'auteur
L'auteur veut renverser le capitalisme dans la vision multilatérale américaine, comme il en témoigne auprès d'un journaliste :

« D'ordinaire, devant un danger, un groupe est tenté d’assurer sa tranquillité. Sait-on pourquoi cette classe est, à quatre éléments près, restée solidaire ? »

« Non. Cette solidarité est néanmoins le cœur du récit. Quand j'accompagne le film à l’étranger, les gens qui rencontrent une situation identique me parlent souvent de leur affrontement avec l’autorité. Ce qu’a fait cette classe, cette solidarité entre les élèves, est ce qui les touche le plus. Normalement, il y a toujours des traîtres. Pas là. C’est rare, précieux et très inspirant pour n’importe qui. Comme la vérité. Quand Dietrich Gartska a rejoint l’Ouest, le Ministère de l’Éducation s’est plaint de son initiative. Or, c’était très facile. Il n’y avait pas à chercher des excuses compliquées. Dans le film, quand Kurt s’échappe et qu’on jette l’opprobre sur lui, il pourrait trouver une excuse. Mais il a le courage de dire la vérité sur ce qui le force à partir. »

## Fiche technique
- Réalisation et scénario : Lars Kraume, d'après le récit Das schweigende Klassenzimmer. Eine wahre Geschichte über Mut, Zusammenhalt und den Kalten Krieg[2] de Dietrich Garstka
- Assistants-réalisateurs : Tine Rogoll, Roy Luchterhand
- Productrices : Mirial Düssel, Susanne Freyer
- Production : Akzente Film & Fernseh Produktion GmbH
- Directeur de la photographie : Jens Harant
- Musique : Christoph Kaiser, Julian Maas
- Décors : Olaf Schiefner
- Montage Barbara Gies
- Enregistrement et montage son : Stefan Soltau
- Durée : 111 minutes
- Tournage : du 21 février au 6 avril 2017 à Berlin et Eisenhüttenstadt
- Distribution StudioCanal Deutschland (Allemagne), Pyramide Distribution (France)
- Dates de sortie :
  - 20 février 2018 (Festival de Berlin) / 1er mars 2018 (Allemagne)
  - 2 mai 2018 (France)

## Distribution
- Leonard Scheicher : Theo Lemke, le fils d'ouvrier sidérurgiste
- Tom Gramenz : Kurt Wächter, le fils de cadre du parti
- Lena Klenke : Lena
- Isaiah Michalski : Paul, le neveu d'Edgar
- Jonas Dassler : Erik Babinski, le fils de héros du « Front rouge »
- Ronald Zehrfeld : Hermann Lemke, le père de Théo
- Florian Lukas : le directeur Schwarz
- Jördis Triebel : Madame Kessler, l'enquêtrice
- Michael Gwisdek : Edgar, le vieil oncle de Paul qui écoute la radio RIAS
- Burghart Klaußner : le ministre est-allemand de l'Éducation Fritz Lange
- Max Hopp : Hans Wächter, le père de Kurt
- Judith Engel : Anna Wächter, la mère de Kurt
- Götz Schubert : le pasteur Melzer
- Rolf Kanies : Wardetzki

## Critiques
Dans Le Figaro Magazine, Jean-Christophe Buisson estime qu'« au-delà de la dimension politique de ce film admirable en tout point (grammaire narrative, mise en scène, rythme, interprétation), cette photographie/radiographie de l'Allemagne de l'Est séduit par sa méticulosité et sa rigueur historiques, loin des clichés habituels mais sans concession sur l'horreur du régime totalitaire en place ».

## Contexte historique

### L'Histoire dans le film
Ils écoutent la radio RIAS , qui est une station de secteur américain. Le joueur de football hongrois mentionné est Ferenc Puskás. Le film se déroule à Stalinstadt, une ville qui a perdu ce nom en 1961 lors de la déstalinisation et qui correspond aujourd'hui à Eisenhüttenstadt. L'Abitur, équivalent du baccalauréat en Allemagne, est également un élément important à noter. L'époque en question est marquée par la dénazification et l'insurrection de juin 1953 en Allemagne de l'Est, ainsi que par le phénomène de la Republikflucht. À cette époque, le SED, le parti communiste est-allemand, est au pouvoir.

### Autres films sur la même période
- Good Bye, Lenin!
- La Vie des autres